# Myra

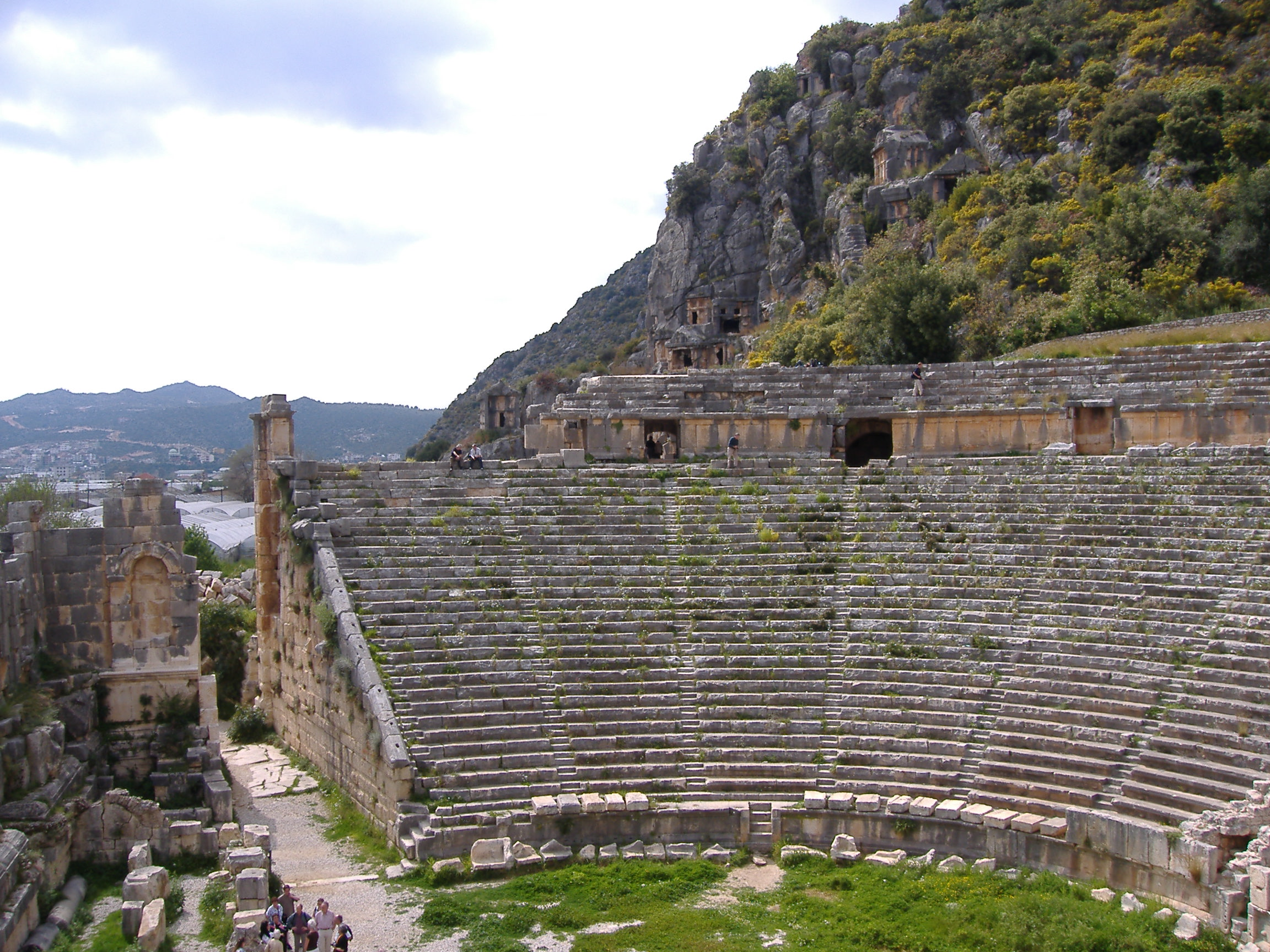
Rzymski teatr w Myrze, w głębi na zboczu góry widoczne fasady wykutych w skale grobowców

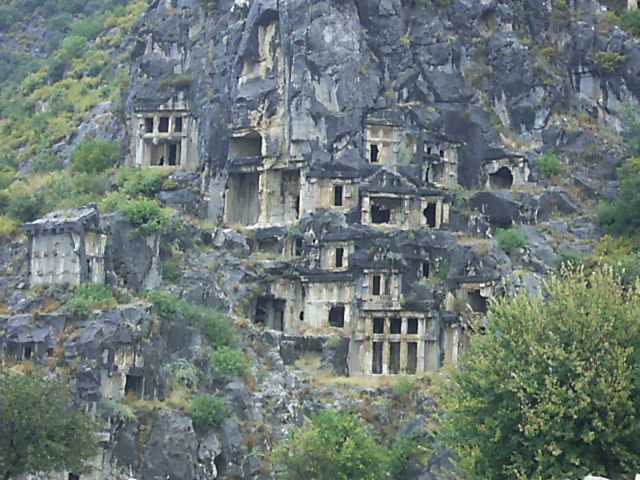
Grobowce skalne w Myrze

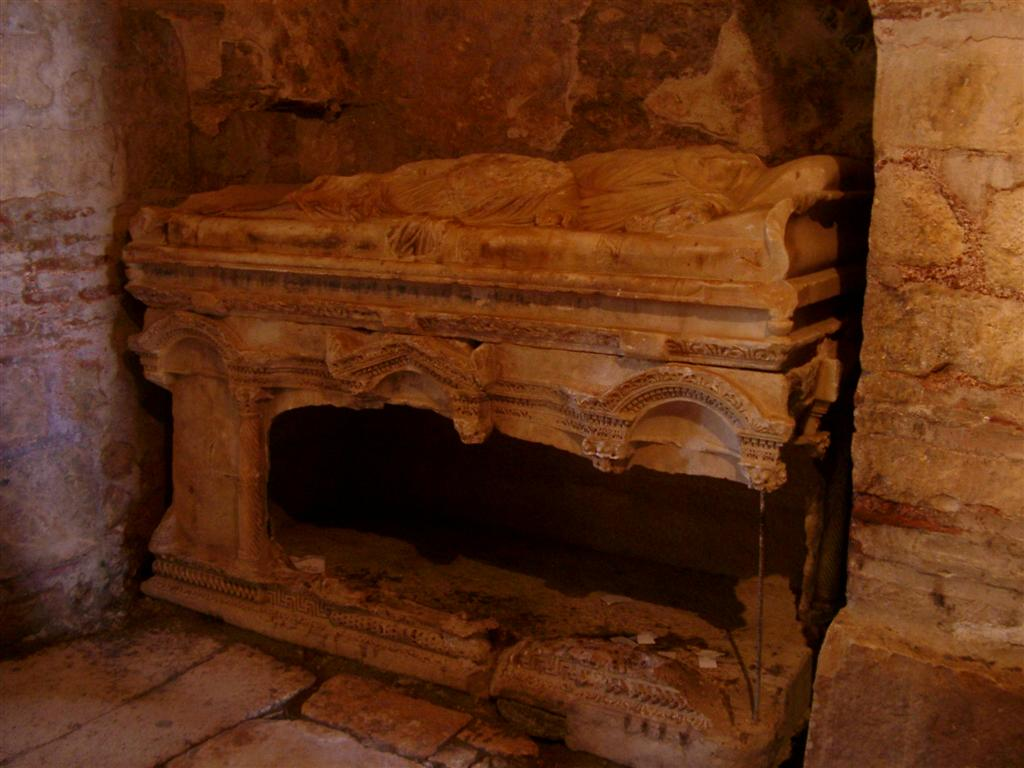
Uszkodzony sarkofag świętego Mikołaja w kościele w Myrze

Myra, Mira (obecnie Demre) – starożytne miasto we wschodniej Licji, w południowo-zachodniej części współczesnej Anatolii (Turcja).
Pochodzenie nazwy miasta jest nieznane; niekiedy łączona jest z greckim określeniem mirry, skądinąd w tym rejonie nieuprawianej.

## Historia
Miasto istniało co najmniej od V wieku p.n.e., o czym świadczą zachowane monety. Myra była jednym z najważniejszych miast Licji, obok pięciu innych (Ksantos, Tlos, Pinara, Patara i Olympos) wchodziła w skład Federacji Licyjskiej. W 88 p.n.e. przebywał tam na wygnaniu Ptolemeusz X Aleksander I, organizując armię dla odzyskania tronu w Aleksandrii. W czasach rzymskich miasto miało status metropolii, będąc stolicą prowincji. W roku 18 n.e. odwiedził je Germanik ze swoją żoną Agrypiną, którzy postawili swoje posągi w porcie Myry – Adriace, odległym 5 km na południowy zachód od miasta. Święty Paweł zatrzymał się tam na krótko około 60 n.e. podczas swej podróży do Rzymu. Cesarz Hadrian odwiedził Myrę w 131 n.e. i wybudował wielki spichlerz w Adriace, złożony z 8 pomieszczeń i ozdobiony portretami władcy i jego żony. Bizantyjski Teodozjusz II uczynił Myrę stolicą eparchii Licji. Liczne klęski, które dotknęły miasto, w tym powodzie, trzęsienia ziemi (miasto straciło w latach 542–543 n.e. jedną trzecią liczby swojej ludności), a później najazdy Arabów, spowodowały opuszczenie miasta w XI wieku.

## Zabytki
Pozostałości starożytnej Myry znajdują się około 1,5 km na północ od zabudowań współczesnego miasta Demre. Na akropolu przetrwał mur obronny i tron skalny z okresu licyjskiego, zaś u podnóża akropolu – teatr rzymski, uważany za największy w Licji. W mieście i w okolicy zwracają uwagę groby wykute w skałach, z fasadami naśladującymi architekturę świątynną. W czasach antycznych w mieście znajdowała się świątynia Artemidy Eleuthera, będąca największą i najwspanialszą budowlą w mieście. Świątynia posiadała liczne ogrody, wewnętrzny dziedziniec otoczony kolumnadą, ołtarz i posąg bogini. Została zburzona na polecenie św. Mikołaja, biskupa Myry, który wówczas zwalczał kulty pogańskie w Licji. Pod kościołem pod wezwaniem Świętego Mikołaja (z XIX wieku) odkryto mury kościoła z IV wieku z kryptą grobową, a w niej uszkodzony sarkofag, w którym pierwotnie spoczywały szczątki świętego.